# Kauaeranga Valley
Das Kauaeranga Valley ist ein rund 15 km langes Tal in den Coromandel Range in der Region Waikato auf der Nordinsel von Neuseeland.

## Geographie
Das Kauaeranga Valley ist nach dem Kauaeranga River benannt und beginnt 13 km östlich der Stadt Thames. Das Department of Conservation (DOC) betreibt dort ein Kauaeranga Visitor Centre.

## Geschichte
Das Kauaeranga Valley war einst volle großer, stattlicher Kauri-Bäume, doch zwischen den 1870er und 1920er Jahren wurde so, wie auch in anderen Teilen der Coromandel Peninsula, systematischer Raubbau im Tal getrieben und fast alle Kauri-Bäume gefällt und damit der Charakter des Tales verändert. Der Fluss wurde an zahlreichen Stellen aufgestaut, damit mit dem aufgestauten Wasser die großen schweren Stämme zu Tal gebracht werden konnten. So entstanden über 40 Dämme, von denen einige in ihren Resten noch zu besichtigen sind. An anderen Stellen wurden andere Transportmöglichkeiten geschaffen, wie auch kleine Eisenbahnen. Heute stehen nur noch vereinzelt Kauri-Bäume. Rata, Rimu und Tara sind die heutigen vorherrschen Baumarten des Tals.

## Nutzung
In dem Tal, das zum Coromandel Forest Park gehört, befinden sich mehrere Campingplätze zu Seiten des Flusses. Die Plätze werden vom Department of Conservation geführt. Neben dem Schwimmen, Fischen, Jagen und Wandern ist das Tal mit seinen Seitentälern auch zum Mountain Biking geeignet.
Das Kauaeranga Valley ist auch Ausgangspunkt zum The Pinnacles (Die Felsnadeln), einem 759 m hohen Berg, der mehrere Bergspitzen besitzt.